# فنسنت كينغ
فنسنت كينغ (بالإنجليزية: Vincent King)‏ هو كاتب خيال علمي وكاتب بريطاني، ولد في 22 أكتوبر 1935 في فالموث (كورنوال) في المملكة المتحدة، وتوفي في مايو 2000 في Camborne ‏ في المملكة المتحدة.